# De voorstad groeit
De voorstad groeit (1943) is de debuutroman van de Belgische schrijver Louis Paul Boon.

## Geschiedenis
In 1942 won het manuscript de Leo J. Krynprijs, waarvoor Willem Elsschot jurylid was. De roman verscheen in 1943 bij uitgeverij Manteau met een omslag van Boons boezemvriend, de schilder Maurice Roggeman. Ondanks de stimulans van de prijs was een tweede druk niet eerder nodig dan 1954.
Boon verwerkte in de roman ook een verhaal over drie gevangenen die ten onrechte veroordeeld zijn voor de moord op een meisje, dat hij eerder vastlegde in 3 mensen tussen muren (1941), waar de gevangenen overigens wel schuldig zijn. 

## Inhoud
De roman beschrijft de lotgevallen van de bewoners van zeven rijtjeswoningen en een rijkeluishuis in de laatste straat van een zich ontwikkelende voorstad. Een echt hoofdpersonage valt niet aan te wijzen, maar is het geheel van de straat zelf. Vier arme gezinnen en één rijk gezin worden gevolgd over drie generaties, gedurende een periode van ongeveer een halve eeuw. Het begint in 1888. Een scharnierjaar is 1914, het begin van de Eerste Wereldoorlog. 

### Eerste generatie
Drie mannen worden veroordeeld tot levenslange dwangarbeid wegens de moord op een meisje.
Jean Tack is een intelligente arbeiderszoon. Hij behaalt het diploma van onderwijzer. Hij wordt socialist, dichter en valsspeler bij het kaarten. Hij trouwt met Elie Somers, dochter van de alleenstaande vrouw "de weef". Elie wordt handwerkster in een hoedenwinkel.
Mark is een verwende rijkeluiszoon die arbeiderskinderen oplicht om hun knikkers te krijgen. Hij wordt ondernemer, eigenaar van fabrieken, een kapitalist die duizenden arbeiders uitbuit. Na een kortstondige relatie met Elie sluit hij een verstandshuwelijk met Hilde Durwez, dochter van de kasteelheer van wie hij grond koopt voor een grootschalig bouwproject. De arbeidershuisjes laat hij slopen. Hilde wordt zenuwziek.
Bernard is een jongetje dat mank loopt na een aanrijding. Hij wordt kunstschilder.
Maria is een buurmeisje en vriendin van Elie. Ze trouwt met Ingels, die als soldaat naar het front trekt en blind terugkeert.
Sander is een rokkenjager en een dronkaard. Na een affaire met een Hongaarse naaktdanseres trouwt hij met een naamloos meisje uit het zevende huisje. Zij bezorgt hem een job als havenarbeider, maar hij vergooit zijn loon aan alcohol.

### Tweede generatie
Marian is de dochter van Jean en Elie. Als kindarbeidster werkt ze in een textielfabriek. Ze poseert voor Bernard, die haar van haar onschuld berooft. De drie voormalige dwangarbeiders, die amnestie kregen in 1918, misbruiken haar in een leegstaande fabriek. Ze laat abortus plegen. Daarna gaat ze als prostituee werken in het café "In het Saargebied".
Guido is de labiele, gedegenereerde zoon van Mark en Hilde. Hij verhangt zich.
Maria krijgt drie kinderen: Albrik, Carrie en José. Albrik raakt als socialist betrokken bij rellen. José is een buitenechtelijk kind.
Morris is de zoon van Sander. Hij wordt tekenaar en trouwt met Carrie.

### Derde generatie
Victor ("Toor") is de zoon van Marian. Hij steelt koper en vermoordt Fanieke, de jongste dochter van Morris en Carrie.

## Thema's en stijl
Boon behandelt thema's als industrialisatie, verstedelijking, degeneratie en vervreemding. Hij schetst een somber wereldbeeld met een groeiende kloof tussen arm en rijk. Hij is beïnvloed door schrijvers als Fjodor Dostojevski, Émile Zola en John Dos Passos. Hij gebruikt dialectwoorden, vb. "binst" i.p.v. "tijdens". Sommige woorden spelt hij zoals ze uitgesproken worden, vb. "avend" i.p.v. "avond". Hij toont een ruim beeld van verschillende sociale groepen gedurende drie generaties, en verspringt daarbij vaak van vertelperspectief.

## Uitgave
In Boons Verzameld werk staan 3 mensen tussen muren en De voorstad groeit bij elkaar in deel 1.

## Trivia
De roman kostte Boon zijn vriendschap met de schilder Robert Van Kerkhove, die zichzelf (terecht) had herkend in het personage Bernardeken. De figuur Morriske is gebaseerd op Maurice Roggeman.